# 純喫茶エルミタージュ
純喫茶エルミタージュ（じゅんきっさ-）はインターネット上で配信されている日本映画（ネットシネマ）。

## 概要
2005年に制作され、同年「Yahoo!動画」において配信されたほか、2007年にも再配信されている。
また本作は2006年8月4日から横浜シネマ・ジャック&ベティでも上映されている。
現在はネットシネマのサイト内で「純喫茶エルミタージュ」として新たに配信されています。
- 制作年：2005年
- 上映時間：105分
- 制作：レッドライスメディウム
- 配給：NETCINEMA.TV

## あらすじ
中年男性・近藤は、妻と離婚後、会社をリストラされた。妻が引き取った娘に手紙を書いてはその返事を待つ毎日を過ごす。ある日彼は、喫茶店が出したアルバイト募集の張り紙を見つけ、応募した。

## スタッフ
- 監督・脚本：及川拓郎

## キャスト
- 近藤則之：田中要次
- 遠山あかね：河井青葉
- 安岡健治：須賀貴匡
- 杉浦美月：木内美歩
- 近藤恵子：金沢ゆかり
- 宮川権蔵：三田村賢二
- 船木誠勝